# Urocotyledon palmata
Espèce
Synonymes
- Phyllodactylus palmatus Mocquard, 1902

Urocotyledon palmata est une espèce de geckos de la famille des Gekkonidae.

## Répartition
Cette espèce se rencontre au Congo-Brazzaville, au Gabon et au Cameroun.

## Publication originale
- Mocquard, 1902 : Sur des reptiles et batraciens de l’Afrique Orientale Anglaise, du Gabon et de la Guinée Française (Région de Kouroussa). Bulletin du Museum National d'Histoire Naturelle de Paris, vol. 8, p. 404-417 (texte intégral).